# Hacienda Jaripeo
Hacienda Jaripeo är en ort i Mexiko.   Den ligger i kommunen Irimbo och delstaten Michoacán de Ocampo, i den södra delen av landet, 140 km väster om huvudstaden Mexico City. Hacienda Jaripeo ligger 1 883 meter över havet och antalet invånare är 154.
Terrängen runt Hacienda Jaripeo är huvudsakligen kuperad, men åt sydväst är den bergig. Hacienda Jaripeo ligger nere i en dal. Runt Hacienda Jaripeo är det ganska tätbefolkat, med 93 invånare per kvadratkilometer. Närmaste större samhälle är Ciudad Hidalgo, 9,0 km nordväst om Hacienda Jaripeo. I omgivningarna runt Hacienda Jaripeo växer huvudsakligen savannskog.